# 阿部望
阿部 望（あべ のぞむ、1982年12月9日 - ）は、日本の寿司職人。

## 概要
北海道伊達高等学校在学中に海外生活に憧れて寿司屋を目指す。高校2年17歳の時に地元の鮨屋でアルバイトを始める。
高校卒業して札幌の名店で本格的に鮨屋の修行を始める。19歳で単身でニューヨークに渡り、どうしたらVISAを取れるか現地の鮨屋を回り調査をし、日本帰国。20歳のタイミングで東京に拠点を移し、当時ニューヨーク支社を持つ「寿司田」の門を叩く。
2007年 24歳で念願の渡米。ニューヨークにベースを移す。寿司田 ニューヨーク支店に入社。
2016年 寿司田を退社後、独立資金を貯める為ケータリング会社を立ち上げ、We All Gat Eat代表のJoshとDavid のFoulquier brothersと共に2018年3月にSushi Nozを構える。
オープンして1年でミシュラン一つ星を獲得 (2017年)。
2021年 ニューヨーク２店舗目となるNoz17を開業。
2022年 Noz Marketを開業。
2023年 Sushi Nozがミシュラン二つ星に昇格。
2026年 Sushi Noz Los Angelsのオープン予定。

## 来歴

### 生い立ち
北海道・静内町で生まれ、生後すぐに父の転勤で苫小牧市へ移住。
幼少期は、外ではサッカーやスケート、水泳に親しみ、家では絵を描くことに夢中になる。
また、この頃に観た映画の影響で、幼いながらも海外での生活に憧れを抱くようになる。
中でも『バック・トゥ・ザ・フューチャー Part1』のオープニングシーンに描かれた「アメリカンカルチャー」に強い衝撃を受ける。
マイケル・J・フォックスがエレキギターで奏でる「ジョニー・B・グッド」、ナイキのコルテッツのスニーカー、ヒューイ・ルイスの「パワー・オブ・ラブ」を聴きながらスケートボードを楽しむ姿——
それらすべてが、田舎で育った少年にとってアメリカ文化への憧れの原点となる。(渡米後には、人生を変えるきっかけとなったその人物、マイケル・J・フォックスと実際に対面。かつて画面越しに見ていた憧れの存在と出会うことで、一つの夢が現実のものとなる)
小学4年生の時に、北海道・焼尻島へ移住。総人口わずか170人というとても小さな島で、小学校の全校生徒もわずか14名ほどであった。学校には遊具もほとんどなく、放課後の遊びといえば、いつも海でのシュノーケリングや素潜り。ウニやアワビ、カニなどを獲りながら、まるで海と一体になるような日々を過ごして育つ。
自然の恵みに感謝する心、魚介類やその他の食材に対する敬意と知識、そして季節や海と対話する感覚——
それらはすべて、島での暮らしの中で自然と身についたものであり、今の仕事である“鮨屋”としての根幹を支えている。
その頃に出会った友人たちは、現在も焼尻島で実家の家業を継ぎ、漁師として働いている。彼らが獲ったさまざまな食材はニューヨークにも送られており、Sushi Nozでは大切な食材として活用している。自身が育った土地の恵みを、遠く離れたニューヨークでも使えることは、自分ならではの“強み”であると語っている。
焼尻島での暮らしの後は、父方の実家がある北海道・豊浦町へ移住。祖父が水産会社を営んでいたこともあり、ここでも海産物と触れ合う機会に恵まれる。実家は漁港のすぐ目の前にあり、幼い頃からホタテの耳吊り作業などを手伝い始める。食卓にはいつも新鮮な海の幸が並ぶ、そんな環境で育つ。

### 鮨職人への道、そしてニューヨークへ
高校2年生（17歳）の頃、スケートボードやヒップホップ、映画に夢中になり、それらの映像にたびたび登場する「ニューヨーク」に強く惹かれるようになる。漠然とした憧れだった海外生活への夢は、「いつか住みたい」という具体的な目標へと変わり、日本からニューヨークへ自分の拠点を移す方法を本気で模索し始める。その中で、「日本文化に携わる職業であればビザを取得しやすい」と知り、伝統文化である鮨の道に進むことを決意。地元の鮨屋で、学校に通いながらアルバイトを始める。当時の経験について、「学校に行くよりも楽しかった」と、後に語る。
高校卒業後、札幌へ移住し、本格的に鮨職人としての修行を始める。
当時の名店「すし善」の出身である親方が営んでいた「すし乃ふじ田」に弟子入りし、厳しい修業の日々が始まる。
修行時代は、包丁を握らせてもらえる機会はほとんどなく、任されるのは主に賄い作り、皿洗い、店内の清掃、電話対応、雪かき、そして1日20杯の毛蟹を黙々と剥くような裏方の仕事ばかりだった。
朝から深夜まで16時間鮨屋で働いたあと、「包丁を使いたい」という一心で、深夜からラーメン屋でも働き始める。そこで、ひたすら葱の小口切りや玉ねぎの千切りなどの作業を続け、朝3時までアルバイトを重ねた。その努力が実を結び、半年後には千切りの包丁さばきが先輩たちよりも上達したと、親方からも認められるようになる。そこからようやく、少しづつであるが魚を扱わせてもらえるようになる。
19歳のとき、「なぜ一度も行ったことのないニューヨークに、ここまで強く惹かれるのか」を自分自身で確かめるため、初めて渡米する。
滞在中には、のちに自身が働くこととなる「寿司田」ニューヨーク店で食事をし、同時に現地でビザの種類や取得手順についても情報収集を行い、自らリサーチを重ねた。
わずか1週間の滞在であったが、「必ずこの街に住みたい」という想いはより一層強まり、帰国後には「このまま札幌にいては夢は叶わない」と感じ、東京へ拠点を移す。そして、ニューヨーク滞在中に訪れた東京の鮨屋「寿司田」で本格的な修行をスタートさせる。
2007年。修行を重ねて4年後、ついに「寿司田」ニューヨーク支店への転勤が決まり、念願の渡米を果たす。

### Sushi Noz誕生と飛躍の軌跡
2016年。長年勤めた「寿司田」を退職し、独立資金を貯めるためにケータリング会社を立ち上げる。
寿司田での修行時代に出会った、We All Gotta Eat代表のFoulquier兄弟——JoshとDavidー彼らとの出会いが大きな転機となり、2018年3月、ニューヨーク・アッパーイーストサイドにて「Sushi Noz」を共同で開業。
開業からわずか1年後、Sushi Nozはミシュラン一つ星を獲得。
その後も勢いはとどまらず、2021年には「Noz 17」を開業。さらに翌2022年には、厳選された食材と職人の技を気軽に持ち帰れる「Noz Market」をオープンし、レストラングループとしての幅を広げていく。
また、メディア媒体にも取り上げられ、2022年7月29日のニューヨーク・タイムズ・マガジンにて取り上げられる。他、2024年にはRobb ReportにてThe 50 Most Powerful People in American Fine Diningでもランクインされる。
2023年、Sushi Nozはミシュラン二つ星へと昇格。
そして現在、次なる舞台は西海岸へ——2026年には「Sushi Noz Los Angeles」のオープンを予定している。